# 915 (szám)
A 915 (római számmal: CMXV) egy természetes szám, szfenikus szám, a 3, az 5 és a 61 szorzata.

## A szám a matematikában
A tízes számrendszerbeli 915-ös a kettes számrendszerben 1110010011, a nyolcas számrendszerben 1623, a tizenhatos számrendszerben 393 alakban írható fel.
A 915 páratlan szám, összetett szám, azon belül szfenikus szám, kanonikus alakban a 31 · 51 · 611 szorzattal, normálalakban a 9,15 · 102 szorzattal írható fel. Nyolc osztója van a természetes számok halmazán, ezek növekvő sorrendben: 1, 3, 5, 15, 61, 183, 305 és 915.
A 915 négyzete 837 225, köbe 766 060 875, négyzetgyöke 30,24897, köbgyöke 9,70824, reciproka 0,0010929. A 915 egység sugarú kör kerülete 5749,11456 egység, területe 2 630 219,909 területegység; a 915 egység sugarú gömb térfogata 3 208 868 289,5 térfogategység.